# Симаги Акахико
Симаги Акахико (яп. 島木赤彦; 16 декабря 1876, Сува, Нагано — 27 марта 1926, Симосува, Нагано) — японский поэт.
Настоящее имя — Кубота Тосихико (яп. 久保田 俊彦).

## Биография
Родился 16 декабря 1876 года в городе Сува префектуры Нагано.
Стихи начал писать ещё в школьном возрасте, первые публикации прошли в газете «Япония».
Учился в Общей нормальной школе Нагано (яп. 長野尋常師範学校). Получив образование, работал сначала учителем, а потом директором школы.
В 1900 году присоединился к обществу танка-поэтов «Нэгиси», которое возглавлял Масаока Сики. Формально Симаги Акахико считался там учеником Ито Сатио; после смерти последнего он возглавил в 1914 году группу поэтов, которых объединял созданный Ито Сатио журнал «Арараги», также выступил редактором «Арараги».
В творчестве выступал за реализм, полагал, что форма стихотворения должна быть чёткой и простой, а заключённый в тексте образ, в то же время, — эмоционально содержательным.
В 1913 году выпустил первый поэтический сборник «Цветы картофеля» (яп. 馬鈴薯の花), написанный в соавторстве с Накамура Кэнкити. За свою жизнь написал большое количество стихов, манифестов, эссе, очерков, статей литературоведческого и критического содержания.
Скончался от язвы желудка 27 марта 1926 года в городке Симосува префектуры Нагано.